# 田本沛
田本沛（？—？），字漢元，號華石。陝西富平縣人，明崇禎末科進士。後仕清，歷任長洲、蒙城縣知縣。官至福建提學道。

## 生平
田本沛自幼聰慧好學，崇禎九年（1636年）鄉試中舉，崇禎十六年（1643年）中式癸未科進士。其時李自成在關中兵勢正熾，欲授予田本沛官職，本沛規避不出。
清朝入關之後，田本沛出任長洲縣知縣。任內盡力安撫流民，恢複生產。再改蒙城縣知縣，仍政績卓著。升工部主事，歷遷刑部員外郎、郎中。康熙六年（1667年），督學福建，遴選人才有方。以候補參議歸里。卒祀鄉賢祠。乾隆《富平县志》有傳。

## 家族
父田宏道，以世襲在莊浪左衛所任職。

## 著作
編有《家譜》及《蒙城志》，另有《漆園草》、《栩栩居存詩》行世。